# Sopraelevata Aldo Moro

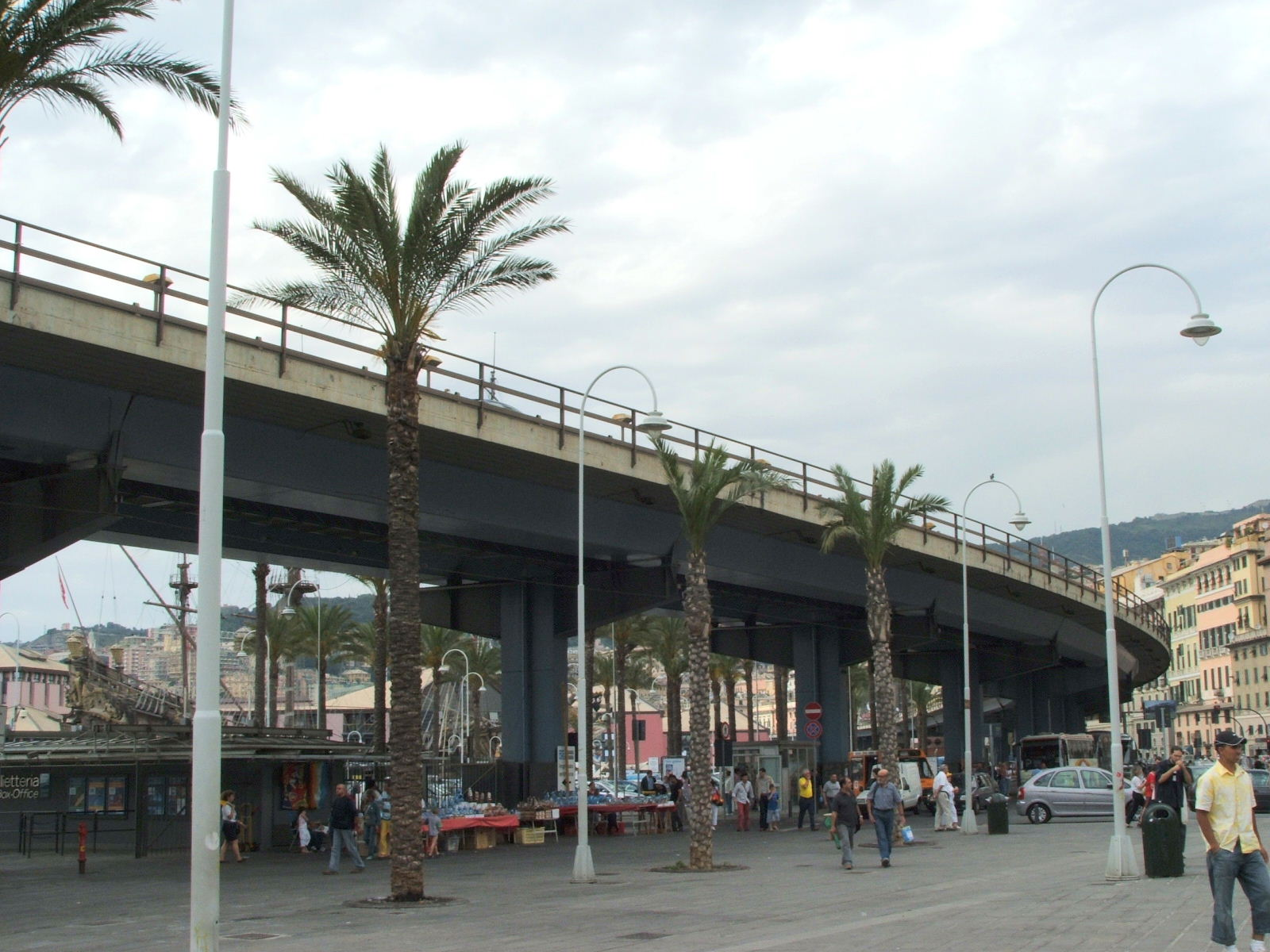
La sopraelevata a la altura de Sottoripa.

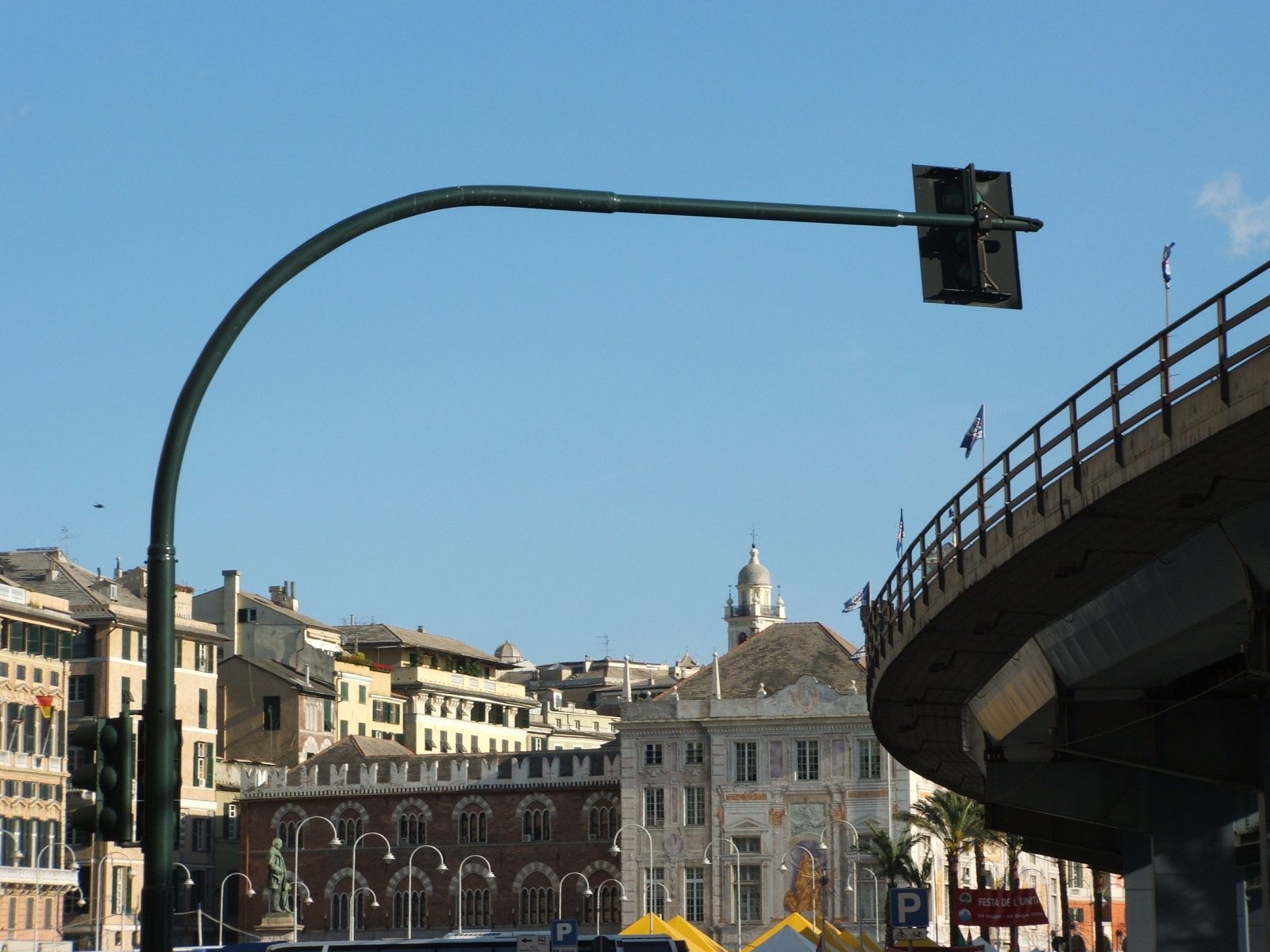
La sopraelevata cerca del Palazzo San Giorgio, en el puerto antiguo.

La Sopraelevata Aldo Moro, conocida popularmente como strada sopraelevata di Genova (en italiano: 'autopista elevada de Génova') o simplemente sopraelevata, es una vía rápida del centro de Génova, Italia situada en un nivel elevado respecto al suelo, que conecta el barrio de la Foce (al este del centro) con la cabina de peaje de Genova Ovest.
Está clasificada técnicamente como calle urbana, mientras que su clasificación administrativa es de strada comunale («vía municipal»). Es recorrida, considerando los dos sentidos, por unos 80 000 vehículos al día. Tiene una longitud de unos 6 km (su longitud resulta mayor si se consideran también las rampas de acceso y salida), y atraviesa, en su parte central, la zona del puerto antiguo. Fue dedicada a Aldo Moro y a los hombres de su escolta. El apelativo de strada sopraelevata se debe al hecho de que se encuentra en una posición elevada respecto a las calles de los alrededores.

## Historia
Entre finales de los años cincuenta y principios de los años sesenta, la difusión del automóvil y el notable aumento del tráfico urbano impulsan a la administración de la ciudad a plantear las primeras hipótesis sobre una autopista elevada destinada al tráfico que atraviesa la ciudad, situada a mayor altura respecto al nivel de la calzada existente alrededor del puerto histórico.
En febrero de 1961 se instala la nueva junta municipal presidida por el alcalde Vittorio Pertusio y la construcción de la llamada sopraelevata constituye una de las prioridades de la nueva administración municipal.
La realización de la obra ya estaba prevista en el plano regulador adoptado en 1956 y fue aprobada definitivamente por el Ministerio de Obras Públicas en 1959 con el documento de planificación urbanística, en el que la definía como strada a traffico veloce («vía de tráfico veloz»).
El 31 de marzo de 1961, el ayuntamiento ratifica la decisión de la junta y decide encargar la dirección ejecutiva y la construcción del proyecto a la Società C.M.F. (Società Costruzioni Metalliche Finsider), empresa del grupo IRI. El proyecto estaba supervisado por el ingeniero Fabrizio de Miranda, con la colaboración del ingeniero genovés Ernesto Pitto.
La estructura se probó con cuarenta camiones a plena carga porque semejante magnitud se consideraba necesaria para probar adecuadamente la resistencia de los 4600 metros de asfalto dispuestos en dos calzadas con una anchura de dieciséis metros en todo el recorrido y sostenidas por 210 pilares.
La calle se inauguró el 25 de agosto de 1965. El primer automóvil entró en la sopraelevata algunos días después, el 6 de septiembre. La gigantesca obra costó 1752 millones de liras de la época, equivalentes a unos 16 500 000 de euros de 2008.

## Viabilidad
Está prohibido el acceso a los peatones, bicicletas, ciclomotores y vehículos a tracción animal. La calle tiene dos calzadas, una para cada sentido, y dos carriles por sentido, con un límite de velocidad de 60 km/h, mientras que la velocidad mínima es de 40 km/h.

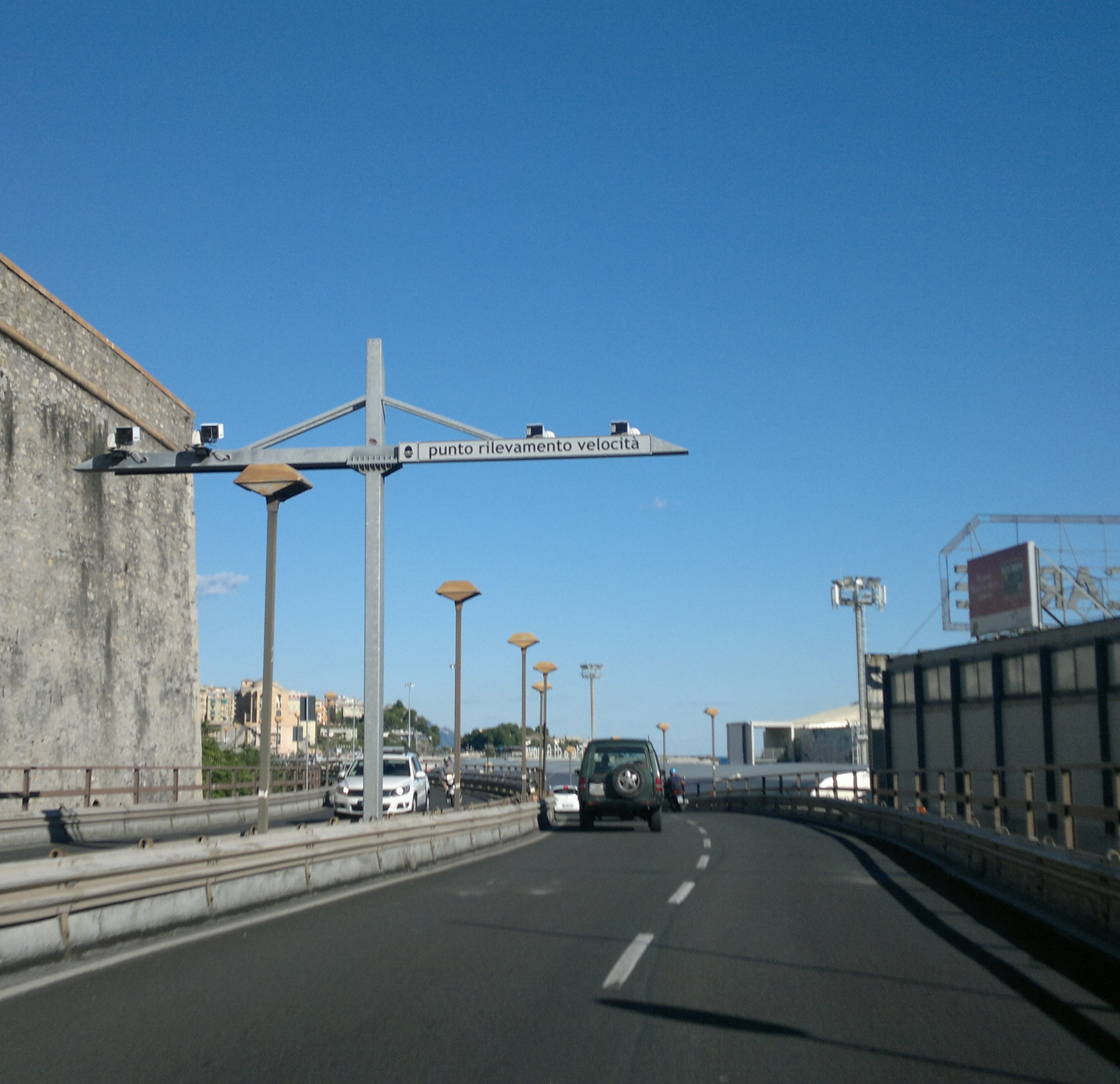
El último punto de medición de la velocidad a la altura de Foce.

En dirección este la sopraelevata tiene tres entradas en la zona de Sampierdarena: una directamente desde la cabina de peaje de Genova Ovest, otra desde la terminal de ferries (inaugurada en 2017 en sustitución de la entrada desde la Via Cantore) y otra desde el Lungomare Giuseppe Canepa, en la zona de San Benigno, y salidas correspondientes al Puerto Antiguo y la zona de Portoria (mediante un túnel subterráneo que atraviesa el centro histórico) y termina cerca de la Feria de Génova. En dirección oeste empieza cerca de la Feria, tiene un acceso alcanzable desde el Corso Quadrio y la Piazza Dante y una salida hacia la Via di Francia (en el barrio de San Benigno), mientras que otra salida permite alcanzar tanto la Via Cantore como la cabina de peaje de Genova Ovest.
Hasta 1990 había, en la calzada en dirección oeste, una rampa de entrada desde la Piazza Cavour, posteriormente demolida para hacer espacio al nuevo diseño de la zona para la Exposición Internacional de Génova de 1992 (entre otros la realización de un paso subterráneo que discurre bajo el Palazzo San Giorgio). Actualmente, el resto de la rampa que permaneció funciona como zona de parada de emergencia.
Después de varios anuncios, producidos a partir de 2010, en marzo de 2012 entró en funcionamiento el dispositivo Safety Tutor para el control de la velocidad.

## Construcción

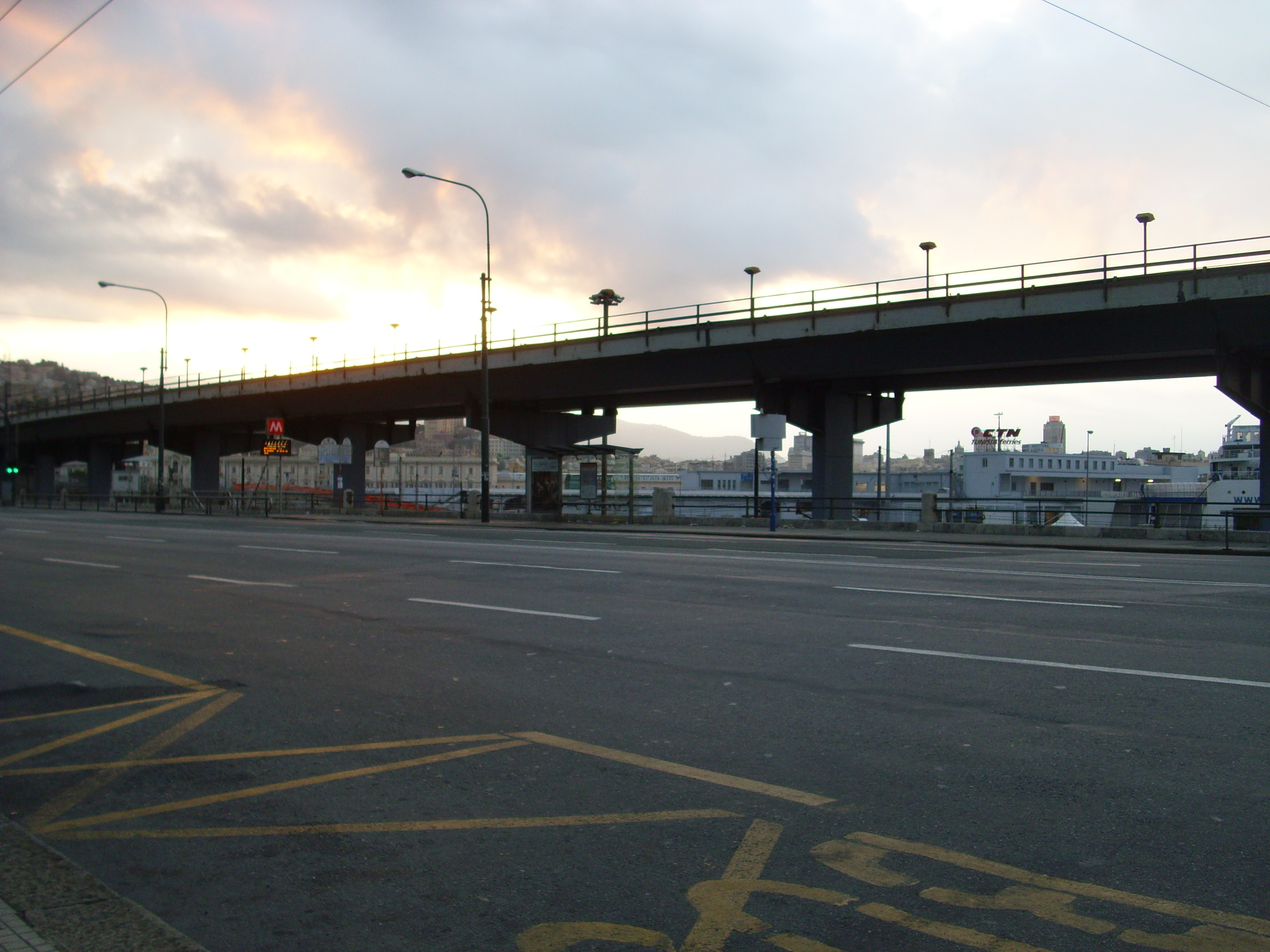
La sopraelevata fotografiada desde la estación del metro en la Via Bruno Buozzi.

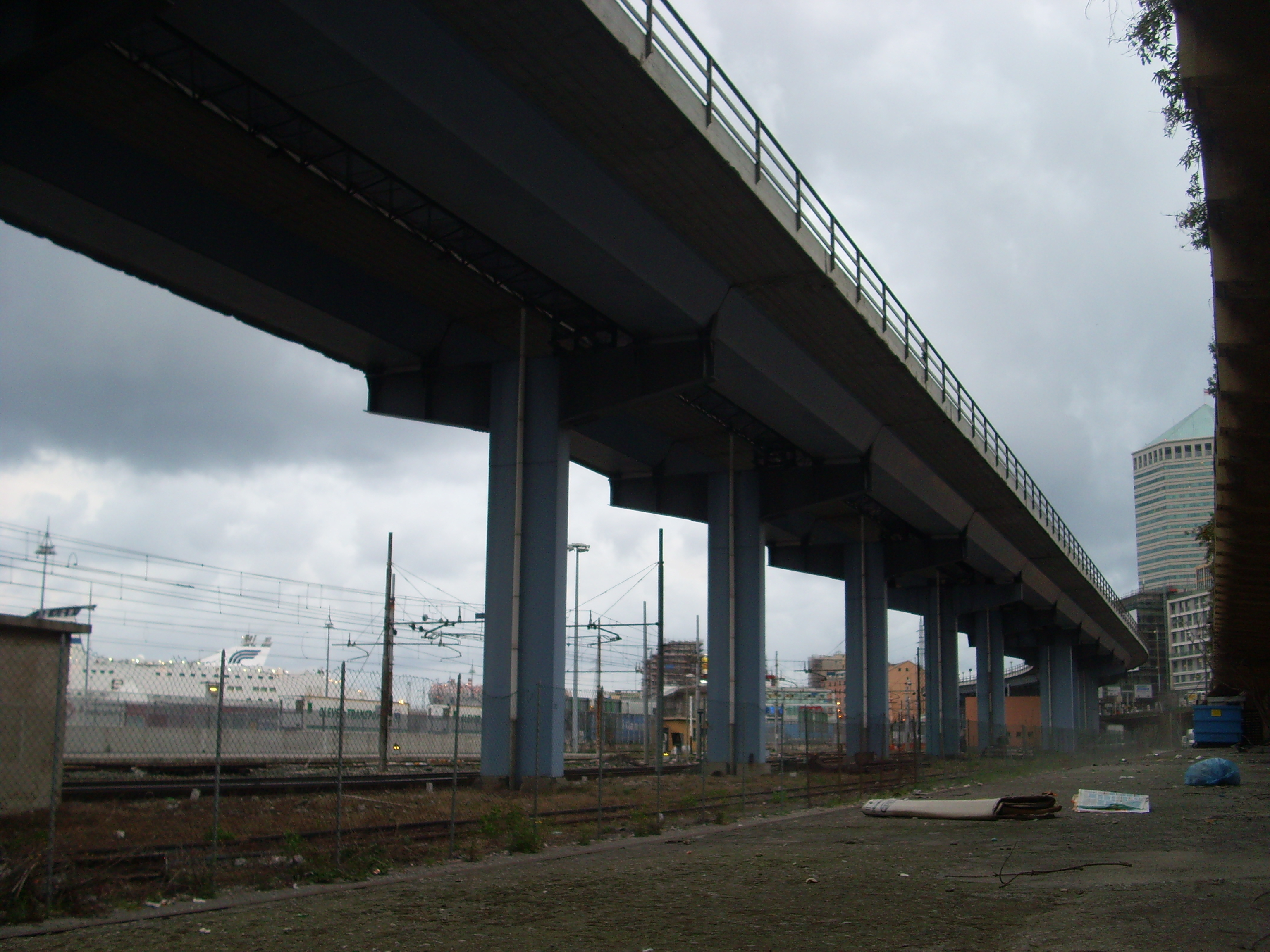
La sopraelevata sobre las vías de la línea ferroviaria Génova-Savona.

La fecha oficial del inicio de las obras de construcción de la sopraelevata fue el 12 de febrero de 1964, día de la puesta de la primera piedra. Fueron necesarias 15 000 toneladas de acero, 73 000 de hormigón y la demolición de 300 000 metros cúbicos de edificios (entre los cuales algunos edificios del siglo XVII adyacentes al Palazzo Millo, en el puerto antiguo) para hacer espacio a las estructuras portantes, que preveían 78 000 metros cúbicos de movimientos de tierras.
Tras largos estudios de viabilidad, realizados por el entonces asesor de carreteras del Ayuntamiento Ivo Lapi, de la realización de la obra se ocupó la CMF-Costruzioni Metalliche Finsider.

## Problemas
La nueva vía necesitó intervenciones de mantenimiento muy pronto: en 1977, apenas doce años después del corte de las cintas, algunos elementos de la estructura de acero necesitaron una nueva pintura.
En 1988 se realizó el mantenimiento extraordinario de las juntas de dilatación. No obstante, la calle siempre permaneció abierta al tráfico de decenas de miles de vehículos al día.
En el curso de su historia, la sopraelevata ha sido objeto de discusiones y a menudo también de polémicas relacionadas con su impacto visual negativo y la contaminación acústica y ambiental que provoca a los numerosos edificios situados inmediatamente delante de ella. Varias veces se ha propuesto su demolición, que sería compensada con la creación de un nuevo túnel bajo el puerto o, en alternativa, de un puente capaz de atravesar de este a oeste, hasta la Lanterna, todo el Puerto de Génova.